# Luperina cinerea
Luperina cinerea là một loài bướm đêm trong họ Noctuidae.